# Джованни ди Паоло

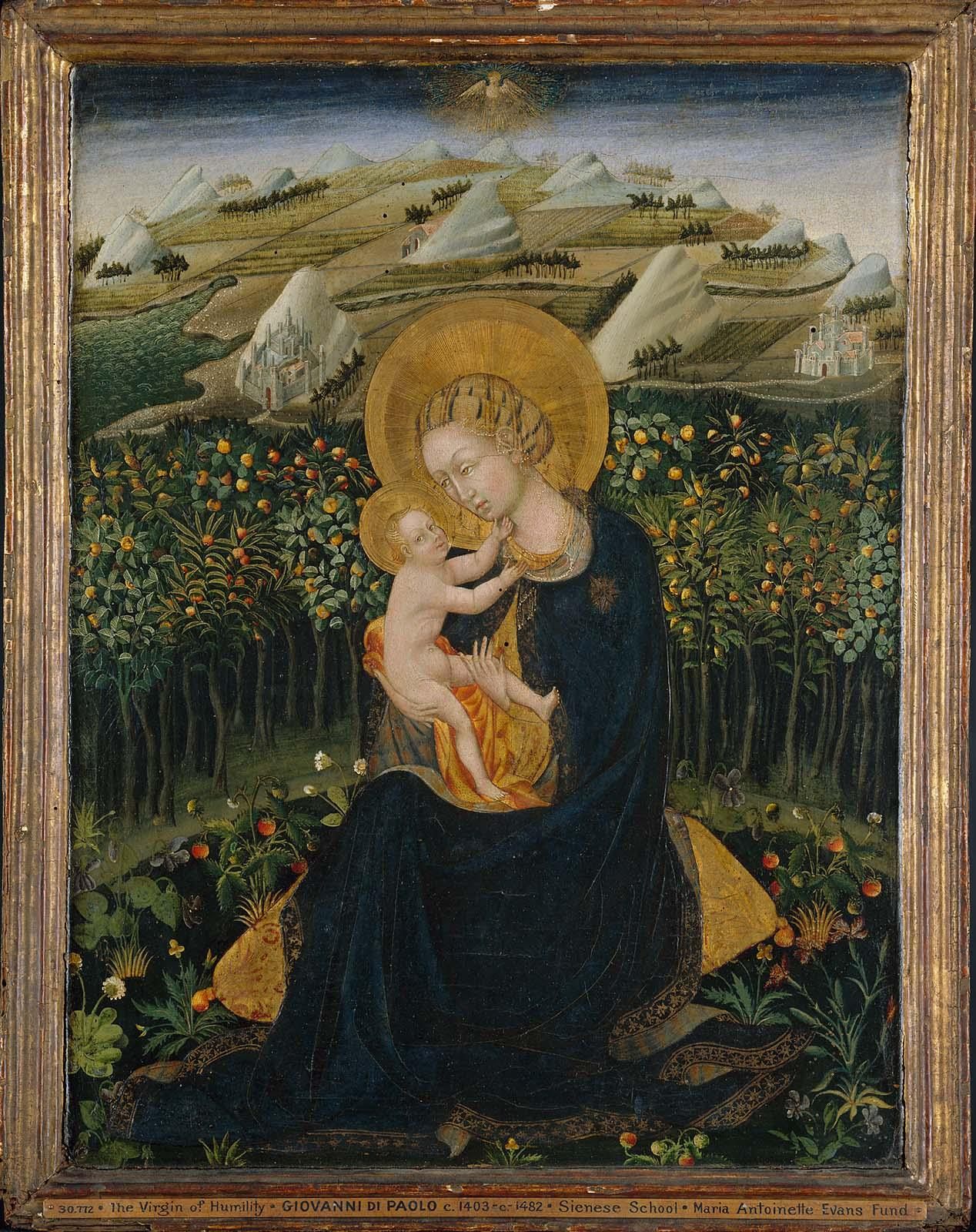
Джованни ди Паоло. Мадонна умиление. 1442. Музей изящных искусств, Бостон

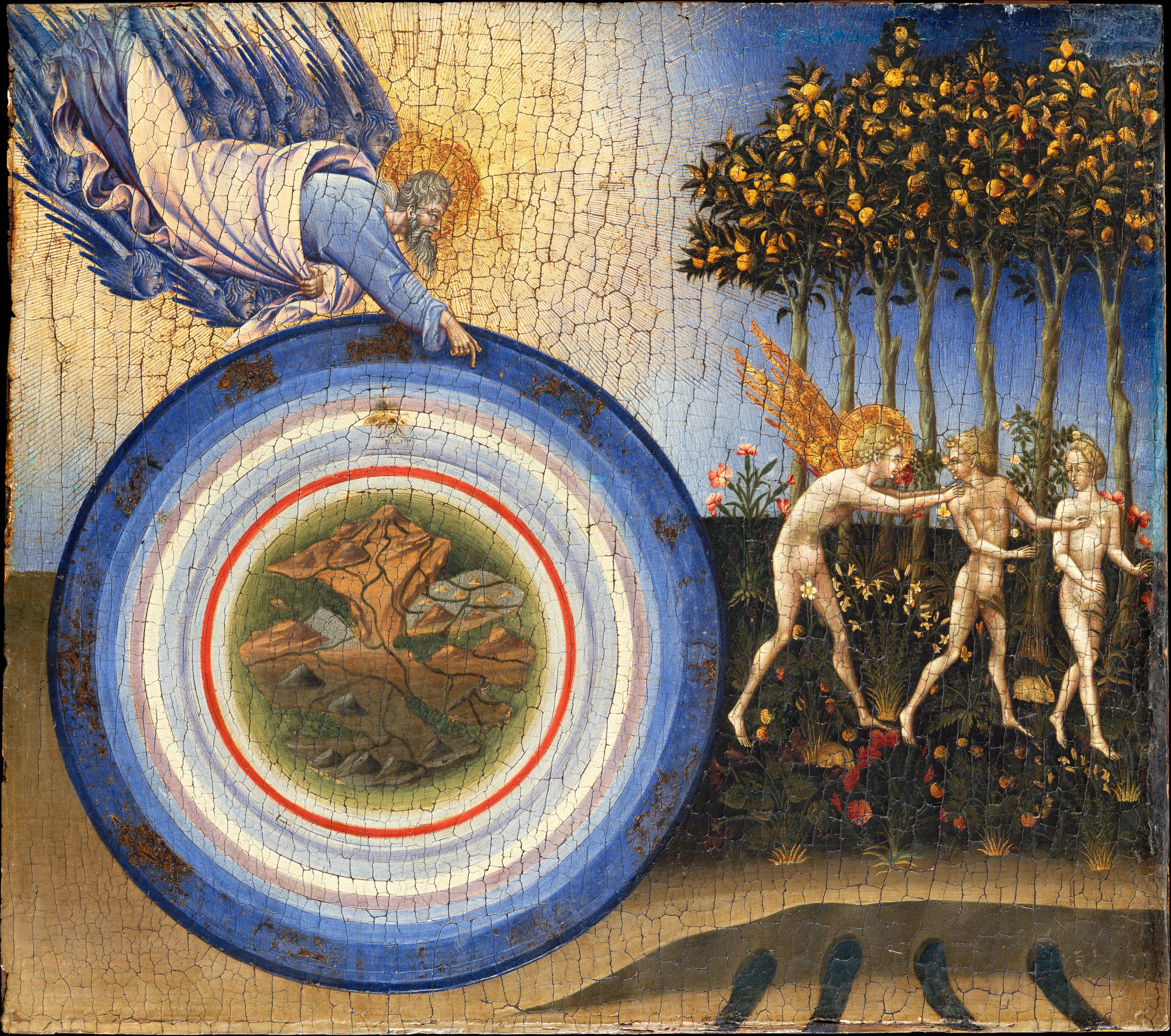
Джованни ди Паоло. Сотворение мира и Изгнание из рая. 1445. Метрополитен-музей, Нью-Йорк

Джованни ди Паоло ди Грациа (итал. Giovanni di Paolo di Grazia; ок. 1403—1482, Сиена) — итальянский живописец периода кватроченто, один из самых значительных последователей сиенской школы живописи. Его произведениям присущи повышенная экспрессия, вплоть до экзальтации, и причудливая фантазия.

## Биография
Сведений о жизни художника сохранилось крайне немного. Джованни ди Паоло родился в Сиене около 1403 года. Точная дата рождения неизвестна; первый существующий документ, в котором фигурирует его имя, датирован 1417 годом.
По всей видимости, учителем Джованни ди Паоло был Таддео ди Бартоло. Свою творческую карьеру ди Паоло начал как художник-миниатюрист. Расцвет его деятельности пришёлся на 1440—1450-е годы: в это время художник создаёт самые известные свои произведения.
На протяжении всей своей жизни Джованни ди Паоло не покидал свой родной город и умер в Сиене в 1482 году.

## Творчество
В истории искусства было довольно много художников, чьи имена на протяжении нескольких веков оставались забытыми. Причины тому были разные, но одна из главных — непререкаемость мнения Джорджо Вазари, который сам, будучи художником-маньеристом, в качестве художественного идеала выставлял творчество Рафаэля, Микеланджело и последующих маньеристов. К таким забытым художникам принадлежал, например, Сандро Боттичелли, о котором «вспомнили» только в конце XIX века. К таким мастерам относится и Джованни ди Паоло, который получил заслуженную посмертную славу только в XX веке.
Произведения, которые Джованни ди Паоло создал до 1426 года, не сохранились. Самое раннее из известных произведений Джованни — так называемый «Полиптих Печчи» (1426 г.) В его центре находилась картина «Мадонна с ангелами» (ныне в Кастельнуово Берарденга, Препозитура), по бокам створки с изображением «Св. Доминика» и «Иоанна Крестителя» (ныне Сиена, Пинакотека), а в нижнем ряду евангельские сцены пределлы — «Воскрешение Лазаря», «Несение креста», «Снятие с креста» (Балтимор, Галерея Уолтерса) и «Распятие» (Альтенбург, Музей Линденау). Несмотря на то, что разные искусствоведы видят в произведениях Джованни ди Паоло разные реминесценции из творчества художников-современников Джованни или сиенских мастеров первой половины XIV века (в качестве «доноров», у которых Джованни ди Паоло заимствовал те или иные элементы, приёмы или некий творческий дух, приводятся имена Таддео ди Бартоло, Грегорио ди Чекко, Джентиле да Фабриано, Сассетта, Симоне Мартини, и Амброджо Лоренцетти), этот мастер создал свой, исключительно индивидуальный стиль, который легко узнаваем даже для непрофессионального взгляда.

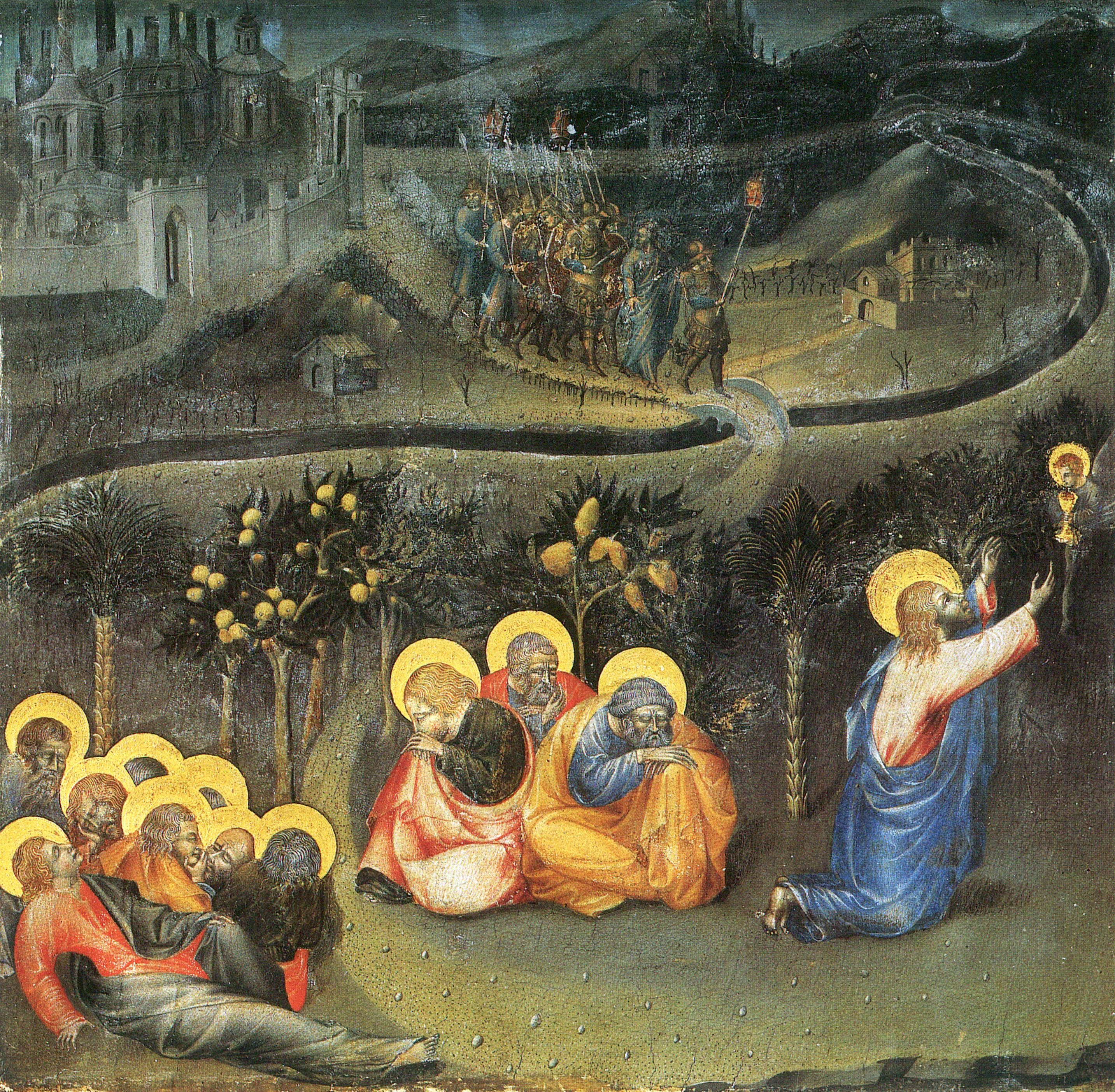
Джованни ди Паоло. Христос в Гефсиманском саду. 1445. Пинакотека, Ватикан

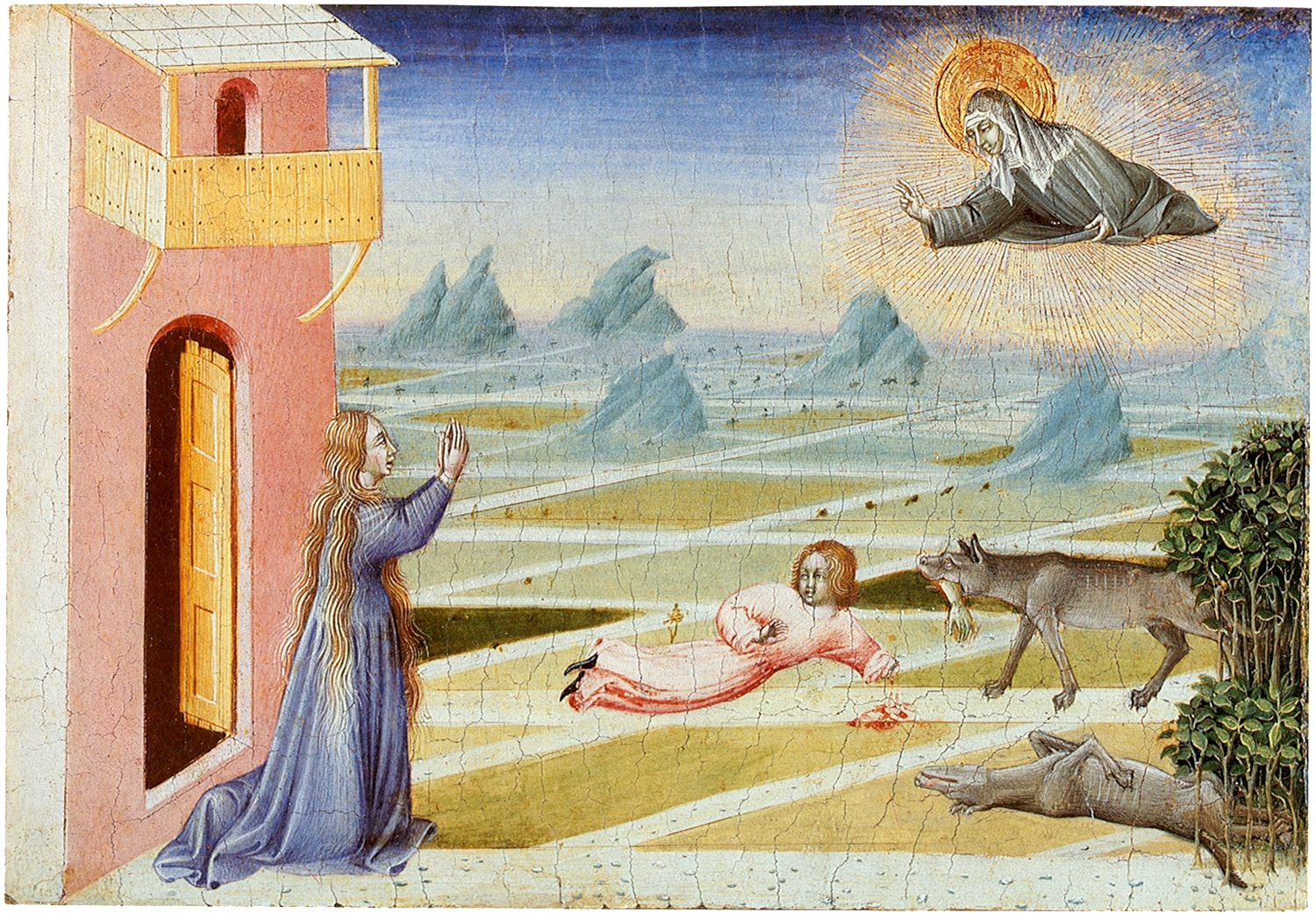
Джованни ди Паоло. Святая Клара спасает ребенка от волка. Деталь Алатаря Санта-Клара. 1455. Музей изящных искусств, Хьюстон

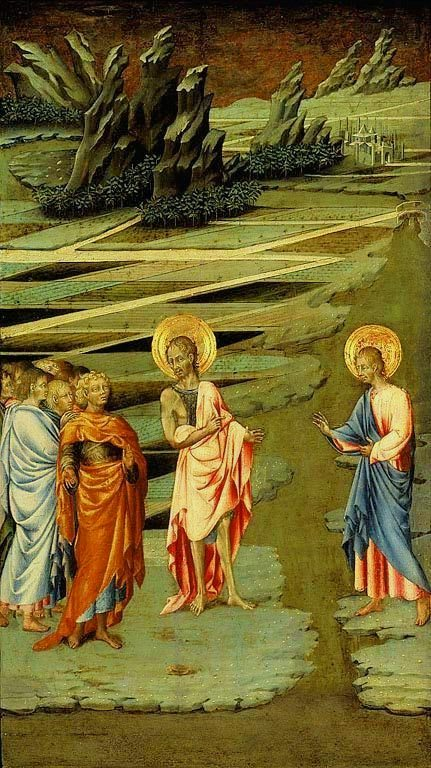
Джованни ди Паоло. Се агнец божий (из серии «Сцены из жизни Иоанна Крестителя»). 1455-1460. Институт искусств, Чикаго

Причудливая фантазия и поразительная экспрессия произведений Джованни отражают необычный взгляд на мир, который был присущ этому мастеру. Не случайно в начале XX века особый интерес к нему проявляли художники — экспрессионисты и сюрреалисты. Мир сказочного сна, или готической грёзы, созданный Джованни, был равнодушен к суете флорентийских художественных новаций. Новшества, привнесённые в XV веке в сиенскую живопись, в частности, Сассеттой, оказали на произведения Джованни ди Паоло лишь формальное воздействие. Например, в сценах пределлы «Полиптиха Фонди» (1436 г. «Распятие», «Введение во храм», «Бегство в Египет» — Сиена, Пинакотека; «Поклонение волхвов» — Оттерло, музей Крёллер-Мюллер) мотивы, будто бы заимствованные у Сассетты, трансформированы в ирреальные, готические мотивы, с пейзажами, напоминающими фрески Амброджо Лоренцетти. Паоло ди Джованни был современником Веккьетты и Пьетро ди Джованни д'Амброджио, видел их живопись, что-то у них заимствовал, но переводил все заимствования на какой-то архаический язык. Он написал несколько вариантов «Распятия»(1440 г. Сиена, Пинакотека; 1440 г. ц. Сан Пьетро Овиле; Дублин, Нац.галерея) и несколько сцен из жизни Иоанна Крестителя (Чикаго, Художественный институт; Нью-Йорк, музей Метрополитен; Мюнстер, музей; Авиньон, Пти Пале; Пасадина, Музей Нортона Саймона), в которых ощущается дух древнего аскетизма.
Джованни ди Паоло создал множество разных станковых произведений, в основном это были полиптихи. Он также занимался книжной миниатюрой, известны и написанные им для сиенской Биккерны таволетта. Особо следует отметить такие его работы, как «Христос в Гефсиманском саду» (до 1440 г. Ватикан, Пинакотека), «Мадонна умиление» (Сиена, Пинакотека; Бостон, Музей изящных искусств); «Рай» и «Изгнание из рая» (Нью-Йорк, музей Метрополитен), «Полиптих» (1445 г.,Флоренция, Уффици), алтарный образ «Св. Николай» (1453 г. Сиена, Пинакотека), «Св. Иероним» (Сиена, Музей собора). Поздние работы художника, например «Полиптих Сан Сильвестро» (1475 г., Сиена, Пинакотека) гораздо менее интересны, чем произведения периода его расцвета — 1440-50х годов.
Джованни ди Паоло был уникальным мастером, у которого практически не было последователей. В какой-то мере на эту роль может претендовать Пеллегрино ди Марьяно.

### Миниатюры к «Божественной комедии» Данте
Джованни ди Паоло принадлежит ряд миниатюр к «Божественной комедии» Данте. Известный манускрипт из Британской библиотеки с текстом «Божественной комедии» Данте Алигьери был заказан в 1440-х гг. Альфонсо, королём Арагона, Неаполя и Сицилии. На 190 его страницах Приамо делла Кверча и Джованни ди Паоло нарисовали 112 миниатюр, причём делла Кверча иллюстрировал чистилище, а Джованни рай. Фантастический мир, созданный гением Данте, нашёл в этих миниатюрах прекрасное визуальное воплощение. Художники сумели создать поразительную, ирреальную вселенную, по которой Данте путешествует в компании Вергилия, или со своей возлюбленной, Беатриче. Манускрипт не имеет точной датировки. Примерная дата его создания была определена по миниатюре Джованни ди Паоло, на которой он изобразил Флоренцию, с недостроенным куполом собора. Поскольку Филиппо Брунеллески завершил его в 1444 году, создание этих миниатюр относят к началу 1440-х годов.

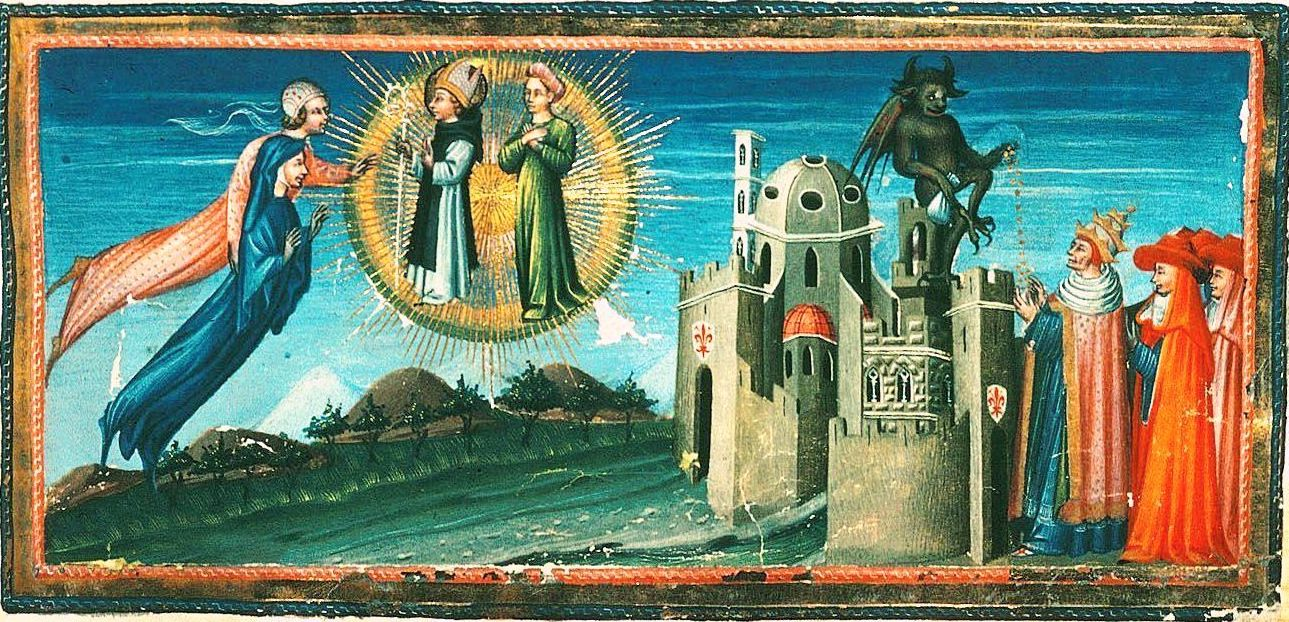
1. Джованни ди Паоло. Миниатюра к «Божественной комедии» Данте. 1440-е гг. Британская библиотека.* 1. Миниатюра с изображением вида Флоренции. На куполе Санта Мария дель Фьоре не установлен архитектурный фонарь.
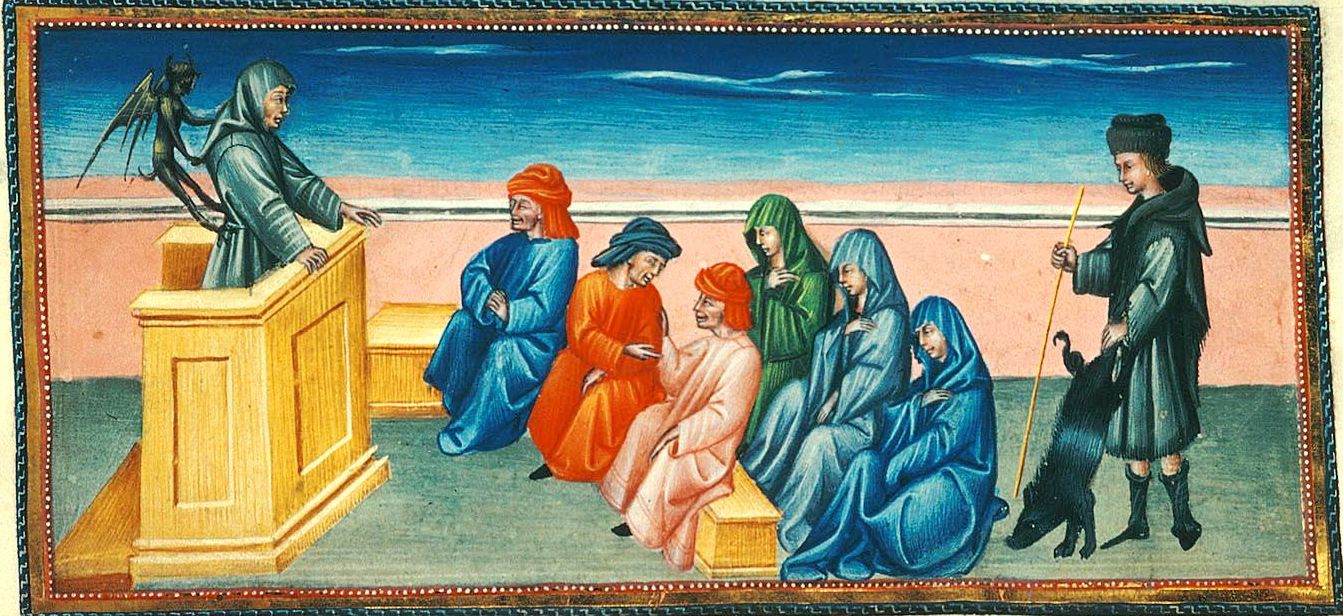
2. Джованни ди Паоло. Миниатюра к «Божественной комедии» Данте. 1440-е гг. Британская библиотека.* 2. Монах, проповедующий ересь. На его спине сидит дьявол.
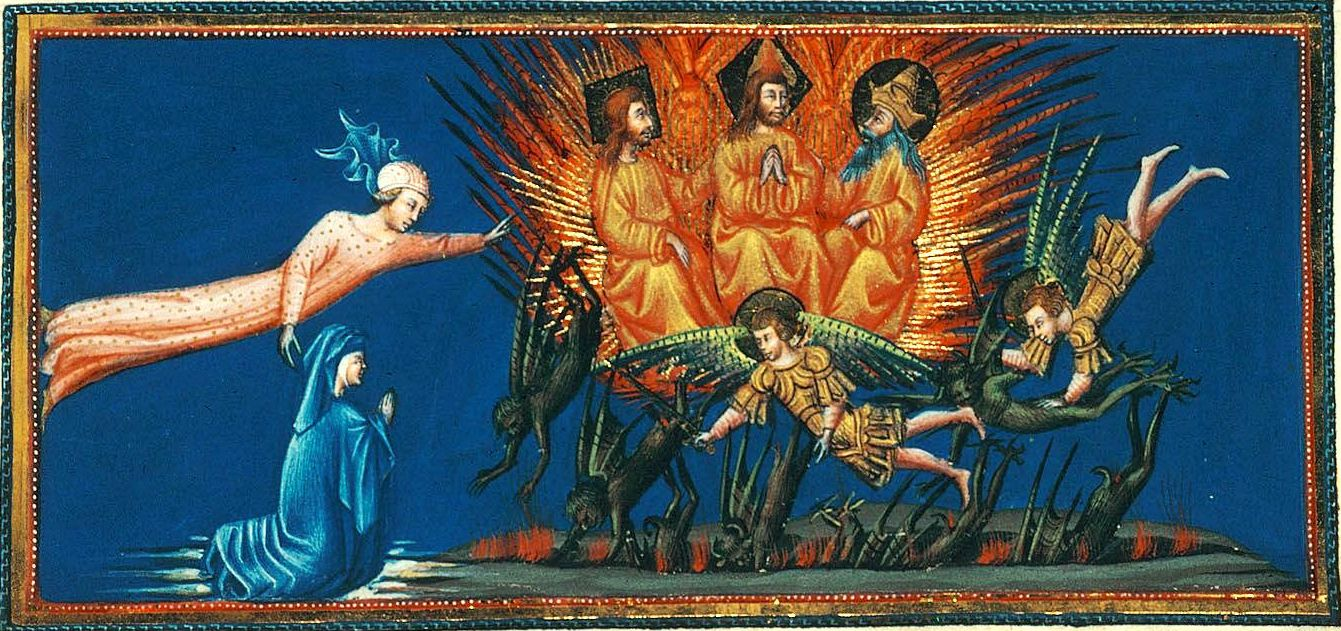
3. Джованни ди Паоло. Миниатюра к «Божественной комедии» Данте. 1440-е гг. Британская библиотека.* 3. Беатриче показывает Данте святую Троицу. Архангелы Михаил и Гавриил бьют падших ангелов.
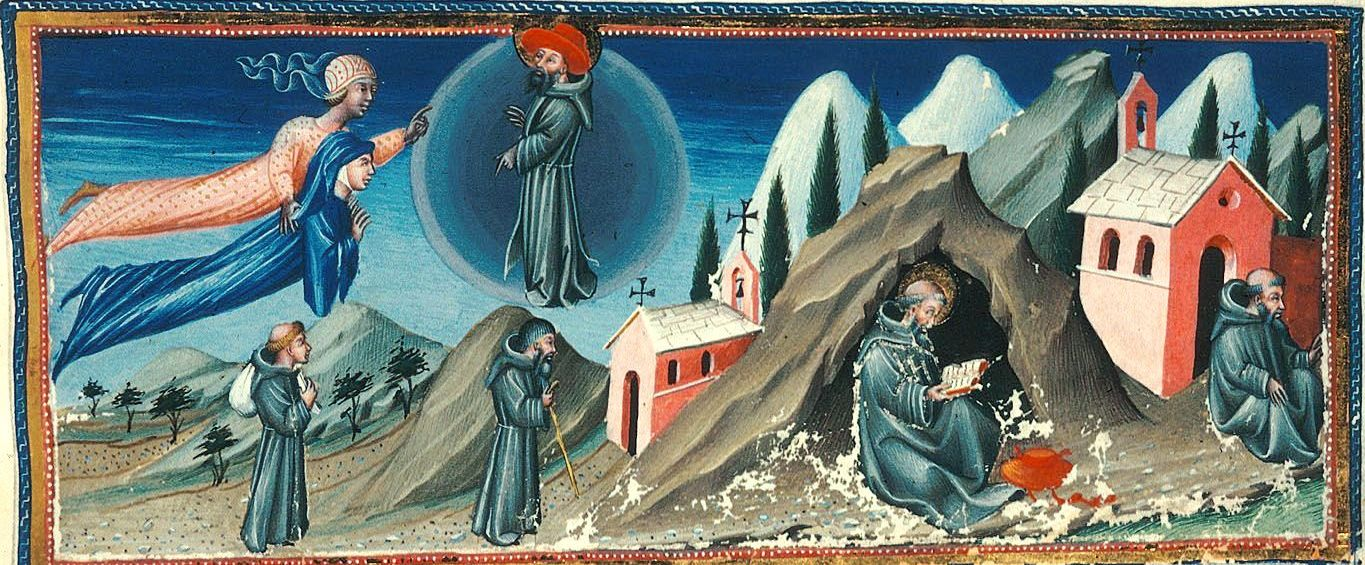
4. Джованни ди Паоло. Минитатюра к «Божественной комедии» Данте. 1440-е гг. Британская библиотека. * 4. Данте и Беатриче перед св. Петром Дамианом. В нижней части миниатюры четыре сцены из жития св. Петра Дамиана.